# David en Uria
David en Uria is een "laat" olieverfschilderij van de Nederlandse kunstschilder Rembrandt van Rijn, gemaakt in circa 1665. Het toont Uria op het moment dat hij van koning David te horen heeft gekregen dat hij terug naar het oorlogsfront moet, waar hij een gewisse dood tegemoet gaat. Het werk bevindt zich in de collectie van de Hermitage in Sint-Petersburg.
Het schilderij wordt ook wel getiteld Haman aanvaardt zijn noodlot, refererend aan een ander Bijbels thema.

## Uria-thema
Terwijl Uria voor de Israëlieten vocht in de oorlog tegen de Ammonieten, maakte koning David zijn vrouw Batseba zwanger, nadat hij haar had laten halen toen hij haar zag baden vanuit zijn raam. Aanvankelijk wilde David zijn daad nog verdoezelen door Uria van de strijd terug te roepen en hem bij Batseba te laten slapen. Uria weigerde echter, omdat de strijd nog niet voorbij was en hij daarom "niet onrein" mocht zijn. Vervolgens stuurde David hem naar het front terug en verordonneerde per brief aan zijn legeraanvoerder Joab om hem in de voorste linies te plaatsen. Hiermee veroordeelde hij hem tot een gewisse dood. Uria kwam direct om het leven.

## Beschrijving
Zoals veel van Rembrandts late werken kenmerkt ook David en Uria zich door een weergave van intense emotie op een zorgvuldig gekozen expressief moment. Hij portretteert Uria direct nadat David hem heeft bevolen weer terug te keren naar de oorlog. Zwijgend staat hij op van de tafel en keert zijn koning de rug toe, het hoofd gebogen onder de met juwelen bezette tulband, zijn ogen neergeslagen. Met de hand op zijn hart, zijn gordel gespannen aanhalend, verlaat hij in diepe smart de troonzaal. De felrode mantel en zijn monumentale gestalte, in dikke verf en een sterk clair-obscur, versterken de expressie van zijn emoties. Duidelijk is: hij weet! Zonder op de hoogte te zijn van de brief die David aan zijn legerleider heeft geschreven doorgrondt hij de situatie. Hij moet echter gehoorzamen, de koning is almachtig, maar de enorme teleurstelling in zijn heerser, die hij zo trouw heeft gediend, is voelbaar. Elia's tragisch moment van inzicht is daarmee het centrale thema van het schilderij, gekoppeld aan zijn berustende ervaring van predestinatie.
Op de achtergrond zitten David en de schriftgeleerde Nathan. Geen van de figuren in het schilderij kijkt elkaar aan. De situatie is zichtbaar ongemakkelijk, voor elk van de mannen. David, rechts, met volle baard, draagt een tulband en een opzichtige gouden ketting. Hij peinst. Hij lijkt zich de lafheid van zijn handelen bewust, maar tegelijkertijd oogt hij zeker van zijn zaak: de teerling is geworpen, hij zal er niet meer op terugkomen. Nathan oogt bedrukt en teleurgesteld. Hij zal later nog zeggen wat hij er van vindt en David bestraffen.

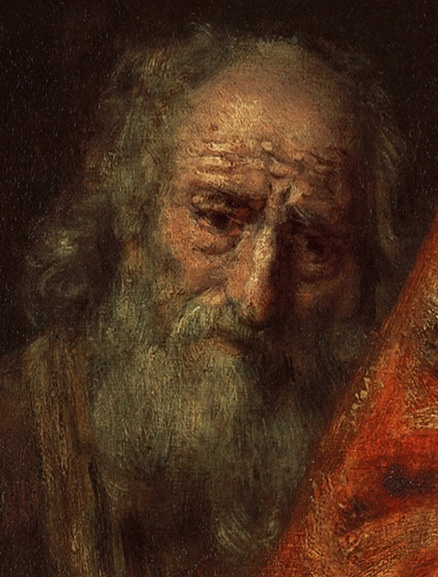
Nathan
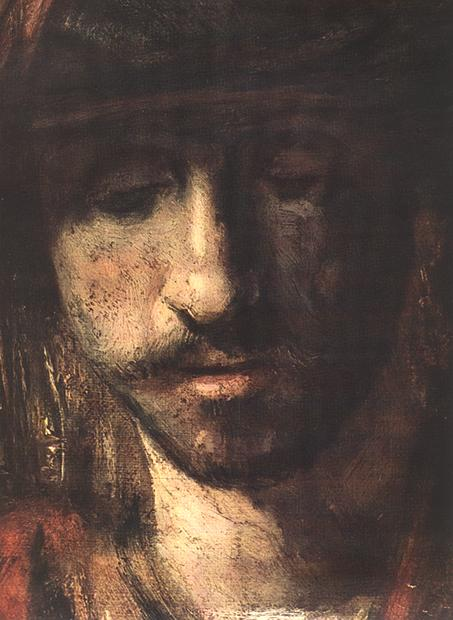
Uria
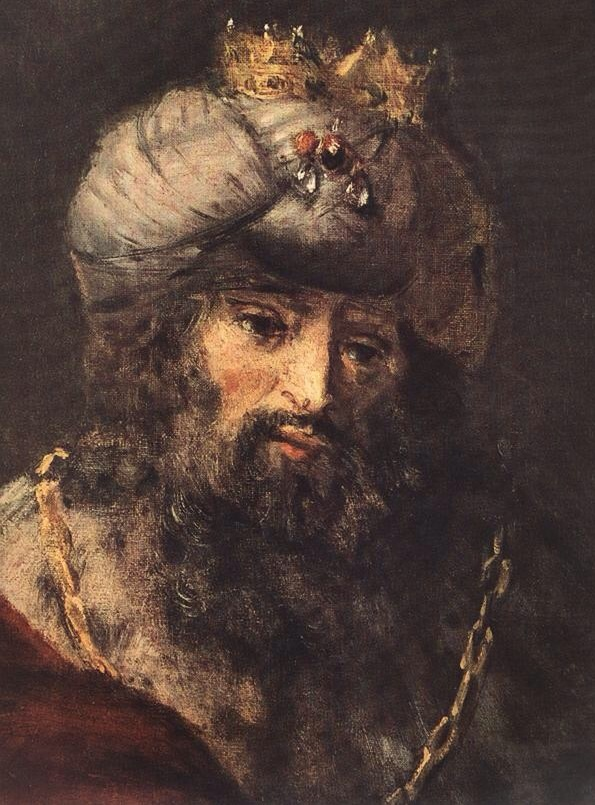
David

## Haman-interpretatie
De Uria-interpretatie van het hier besproken werk is niet onomstreden. Er zijn ook kunsthistorici die het thema zoeken in een verhaal uit het Boek Ester over de vizier Haman. Haman zou dan afgebeeld zijn op het moment dat hij net van de Perzische koning Ahasveros opdracht heeft gekregen om een eretocht voor te bereiden voor de jood Mordechai, omdat die een aanslag op de koning had verijdeld. Haman toont grote weerzin tegen die opdracht, omdat hij eigenlijk had gedacht dat hem de eer ten deel zou vallen, en niet Mordechai, ook nog eens de enige in het land die weigert voor hem te buigen.

## Thema-dispuut
De Uria-interpretatie werd voor het eerst geopperd door de Nederlandse Rembrandtkenner Abraham Bredius, die het als zodanig catalogiseerde. Diverse onderzoeken uit de tweede helft van de twintigste eeuw, waaronder een studie van Madlyn Kahr uit 1965, zetten kracht bij aan deze interpretatie. Kahr beargumenteert dat de Uria-versie "psychologisch waarschijnlijker" is en dat bijvoorbeeld ook de tulbanden, die Rembrandt als modellenattributen gewoon in bezit had, geen argument hoeven zijn ter onderstreping van een Oosters karakter. Anderzijds is het een feit dat Rembrandt de figuur van Haman ook al in eerdere werken had gebruikt. Het Hermitage Museum houdt in elk geval vast aan de titel Haman ervaart zijn noodlot, onder welke benaming het werk zich sinds 1773 in haar collectie bevindt.

## Jaar van aanmaak
De Hermitage, waar het eigendom van is, beschouwt circa 1665 als jaar van aanmaak. Toen het in 2015 te zien was op de in het Rijksmuseum Amsterdam gehouden tentoonstelling Late Rembrandt, werd als jaar van aanmaak circa 1666-1669 aangehouden.